# 2000年夏季奥林匹克运动会几内亚比绍代表团
2000年夏季奧林匹克运动会几内亚比绍代表团参加了在澳大利亚悉尼举办的2000年夏季奥林匹克运动会。代表团共派出了2名运动员参加了田径项目的比赛。

## 项目及成果

### 田径
男子100米
- Fernando Arlete
  1. 第一轮 - (未晋级)

女子800米
- Anhel Cape
  1. 第一轮 - 02:17.05 (未晋级)